# Mette Gjerskov
Mette Gjerskov, née le 28 juillet 1966 à Jyllinge au Danemark, et morte le 12 juin 2023, est une femme politique danoise, membre du parti Social-démocratie (SD) et ancienne ministre de l'Alimentation, de l'Agriculture et de la Pêche.

## Biographie
Mette Gjerskov est diplômée d'agronomie de l'université agricole et vétérinaire royale danoise en 1993, et a étudié les mathématiques, les sciences physiques et la chimie pendant un an, dans les années 1980, dans un centre de formation pour adultes à Ballerup. Elle est ensuite fonctionnaire du ministère de l'Agriculture de 1995 à 2004. Durant cette période, elle est également engagée au sein de la croix rouge danoise, dont elle est vice-présidente de 1999 à 2004.
Elle est élue députée au Folketing lors des élections législatives du 8 février 2005. Elle remporte un second mandat lors des élections législatives anticipées de novembre 2007.
Elle est réélue pour un troisième mandat lors des élections législatives du 15 septembre 2011, qui marquent la victoire du bloc de gauche. Elle est nommée ministre de l'Alimentation, de l'Agriculture et de la Pêche dans le Gouvernement Helle Thorning-Schmidt I formé par Helle Thorning-Schmidt le 3 octobre.
Elle quitte le gouvernement à l'occasion d'un remaniement ministériel le 9 août 2013, remplacée par Karen Hækkerup. Elle succède alors à Jeppe Kofod comme présidente de l’Udenrigspolitisk Nævn, une commission parlementaire spéciale établie par la Constitution danoise et chargée d’être consultée par le gouvernement sur les questions de politique étrangère.
Elle est réélue pour un quatrième mandat lors des élections législatives de juin 2015. Après le scrutin, elle prend la présidence de la commission des affaires européennes du Folketing. Elle est remplacée à ce poste en août 2016 par son collègue social-démocrate Erik Christensen.
En mars 2018, elle fait face à des critiques internes dans sa section sociale-démocrate de Roskilde, notamment de la part de la maire Joy Mogensen, pour son implication jugée trop faible dans les dossiers locaux. Malgré les critiques, elle remporte un vote des militants pour conserver l'investiture sociale-démocrate pour les prochaines élections législatives.
En avril 2018, elle s'oppose à la ligne de la direction des sociaux-démocrates en votant contre l'interdiction du voile dans l'espace public. En réponse, elle est démise de son rôle de porte-parole de son groupe parlementaire sur les questions de développement.
Elle remporte un cinquième mandat lors des élections législatives de juin 2019. Après le scrutin, elle se voit de nouveau attribuer un rôle au sein de son groupe parlementaire, celui de porte-parole pour les questions d'environnement.
En mai 2021, elle fait partie des sociaux-démocrates critiquant la politique migratoire de la direction du parti, jugée comme trop à droite.
En septembre 2021, elle se met temporairement en retrait de son mandat parlementaire pour des raisons médicales. Elle reprend ses fonctions en mai 2022.
Elle est réélue pour un sixième mandat lors des élections législatives du 1er novembre 2022. Elle doit de nouveau se mettre en retrait de ses fonctions pour cause de maladie en février 2023. Elle meurt le 12 juin à l'âge de 56 ans.